# VIII. Budapester Bezirk
Der VIII. Bezirk der ungarischen Hauptstadt Budapest, welcher auch als Józsefváros (deutsch Josefstadt) bezeichnet wird, liegt am Ostufer der Donau in der ehemaligen Stadt Pest und ist einer der ältesten Stadtteile Budapests. Die Josefsstadt besteht heute hauptsächlich aus Gründerzeitvierteln.

## Geschichte
Die Geschichte der Hauptstadt Budapest und der Józsefváros sind miteinander untrennbar verbunden. Die ersten Siedler der Unteren Vorstadt von Pest erschienen um 1720. Auf dem fruchtbaren Boden vor den Stadtmauern Pests wurde Gartenbau betrieben, weiter auswärts wurden Wein und Getreide angebaut. Der schlechtere Boden, die Weiden boten Möglichkeit zur Viehzucht. Dies bestimmte auch die Beschäftigung der ersten Siedler.
Auf dem Gebiet der heutigen Josefstadt gab es um 1710 zwischen den Äckern 20 Meiereien. Die ersten 27 Parzellen entstanden, als Josef Kastberger, Gemeinderat der Stadt Pest, 1732 seinen Acker verkaufte. Das Gebiet und auch das Nachbargelände waren in wenigen Jahren bebaut. Der Flecken erhielt den Namen Pacsirtamező (Lerchenfeld). 1764 gab es erst sieben, zwei Jahrzehnte später bereits fünfundzwanzig Gassen. Der raschen Entwicklung folgte die Organisation der Vorstadt. Ab 1733 hatte sie einen eigenen Richter, in der Person des Ziegeleibesitzers Mátyás Pindtner. 1766 wurde das Gebiet in die Obere und Untere Vorstadt aufgeteilt. Auf Bitte der Bewohner erhielt letztere am 7. November 1777 vom Palatin nach dem Sohn von Maria Theresia, dem Thronfolger Joseph den Namen Josephstadt, Józsefváros.
Die Entwicklung der Gemeinde wurde durch das Hochwasser im Jahr 1838 unterbrochen. Von den 1255 Häusern wurden 891 vernichtet, 115 stark beschädigt, nur 149 Gebäude blieben stehen. Die vernichtende Katastrophe hatte aber auch günstige Wirkungen. Nach dem Rückzug des Wassers begann man sofort mit dem Wiederaufbau. Die Straßenführung wurde nicht geändert, auf den neu erschlossenen Gebieten wurde der Plan des Architekten József Hild angewandt. Die Bauarbeiten schufen auch neue Arbeitsmöglichkeiten.
1873, bei der Vereinigung von Pest, Buda und Óbuda zu Budapest, war Józsefváros schon eine Kleinstadt mit 62 Straßen. Zur Tausendjahrfeier der Landnahme 1896 gab es hier schon 37 Betriebe und Fabriken. Das Gebiet wurde immer stärker bebaut, die Bewohnerzahl stieg. Neben Wohnhäusern entstand auch eine Reihe von Palästen. 2002 feierte der Stadtteil sein 225-jähriges Jubiläum.

## Beschreibung
Der Bezirk ist einer von 23 der Hauptstadt. In der Josefstadt liegen der Keleti pályaudvar (Ostbahnhof), das Nationalmuseum und das Palastviertel, wo einst viele Aristokraten wohnten. Zur Umgebung gehören die Palais Esterhazy- und Károlyi. Die im erneuerten Palais Wenckheim beheimatete Budapester Stadtbibliothek ist eine der frequentiertesten Europas. Die täglich circa 8000 Besucher kommen teils aus den Universitäten des Bezirks. In der Josefstadt sind die katholische Universität, die Philologische Fakultät, die Medizinische Universität und die deutschsprachige Andrássy Universität zu Hause.
Die beiden ältesten, 1802 gegründeten Museen Ungarns sind das erwähnte Nationalmuseum und drei Metrohaltestellen weiter das Naturhistorische. Von besonderem Wert ist auch der im Bezirk liegende Fiumei Úti Sírkert, der mehrere Mausoleen beherbergt. Eine Stadt in der Stadt ist die Angestelltenkolonie mit kleinen Einfamilienhäusern. Ein Dörfchen die seit 80 Jahren bestehende Künstlerkolonie, wo die Maler und Bildhauer ihre Ateliers haben und auch dort wohnen. Hier wurde auch die Stalin-Statue angefertigt, mit deren Niederreißung 1956 die Revolution begann. Ein anderer Kampfplatz des 23. Oktober war das Rundfunkgebäude. Die schwersten Kämpfe wurden in diesem Bezirk ausgetragen.
Für Literaturliebhaber sind der botanische Garten und ein wichtiger Schauplatz des Romans von Ferenc Molnár „Die Jungen von der Paulstraße“. Auch die Paulstraße, wo Molnár in seiner Kindheit lebte, liegt in der Josefstadt. Die Parteizentralen der Sozialistischen Partei und des Fidesz liegen ebenfalls in der Josefstadt. Einst gab es im Bezirk auch bedeutende Industrieanlagen. Die im 19. Jahrhundert vom Schweizer Ábrahám Ganz gegründete Fabrik Ganz & Cie exportierte noch bis in die 1980er Jahre Lokomotiven in alle Welt. Heute beherbergen die Hallen einige Kleinunternehmen, und, zusammen mit dem gegenüber liegenden Josefstädter Bahnhof, den größten chinesischen Markt der Stadt.
Ein erfolgreicher, 2005 preisgekrönter ungarischer Animationsfilm, eine traditionelle Romeo-und-Julia-Geschichte, spielt ebenfalls in der Josefstadt.

## Persönlichkeiten
- Vilmos Komornik (1923–2002), Offizier der Volksrepublik Ungarn

## Partnerschaften
Der Bezirk unterhält im Bund der Josefstädte Partnerschaften mit dem ebenfalls achten Wiener Bezirk Josefstadt und mit dem gleichnamigen Stadtteil Iosefin im rumänischen Timișoara. Des Weiteren hat Józsefváros folgende Städtepartnerschaften:
- Košice,  Slowakei[2]
- Küçükçekmece, Istanbul,  Türkei[3]
- Pescina,  Italien[4]
- Putuo, Shanghai,  Volksrepublik China[5]
- Sosopol,  Bulgarien[6]

## Galerie

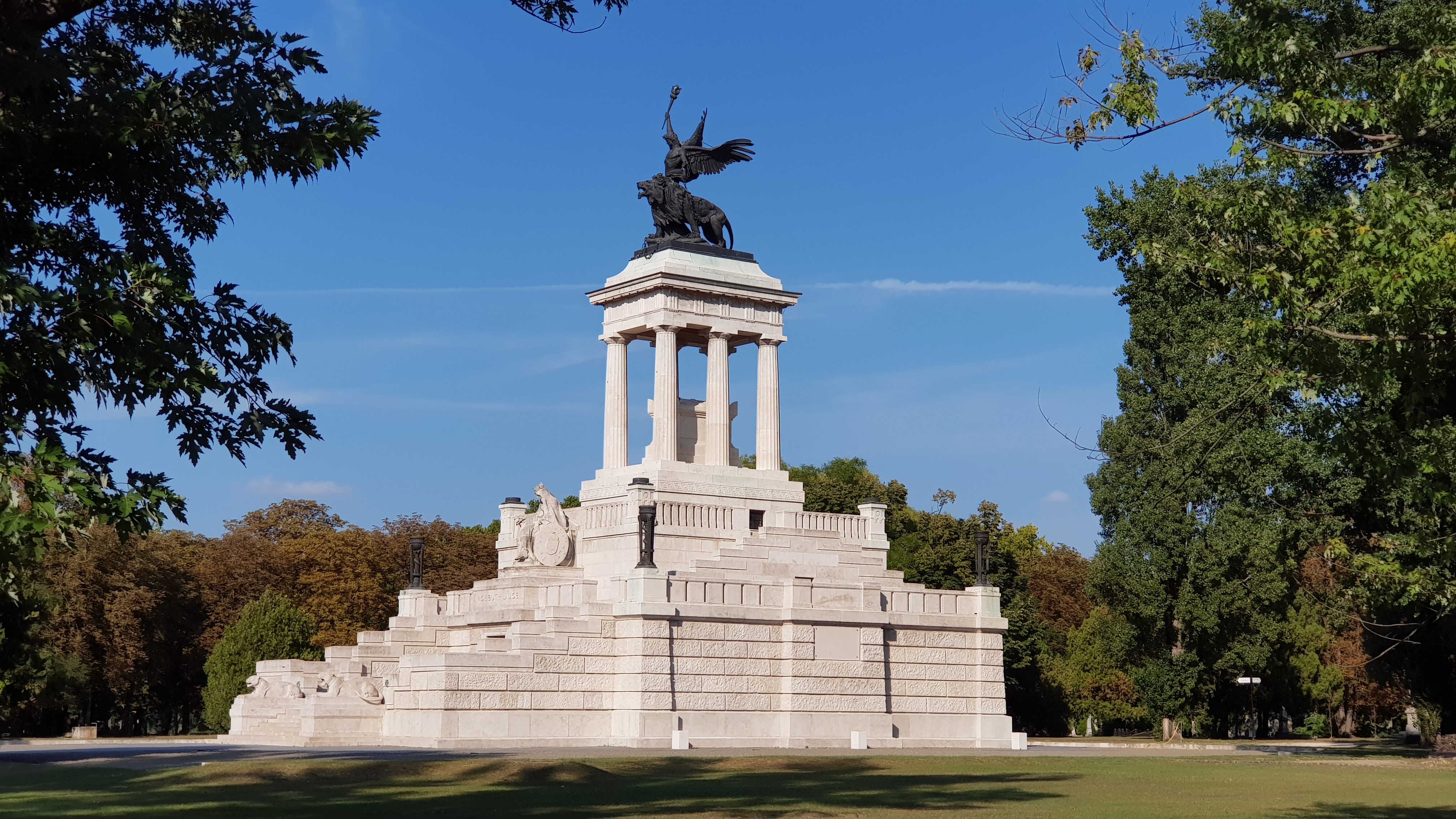
Kossuth-Mausoleum im Fiumei Úti Sírkert
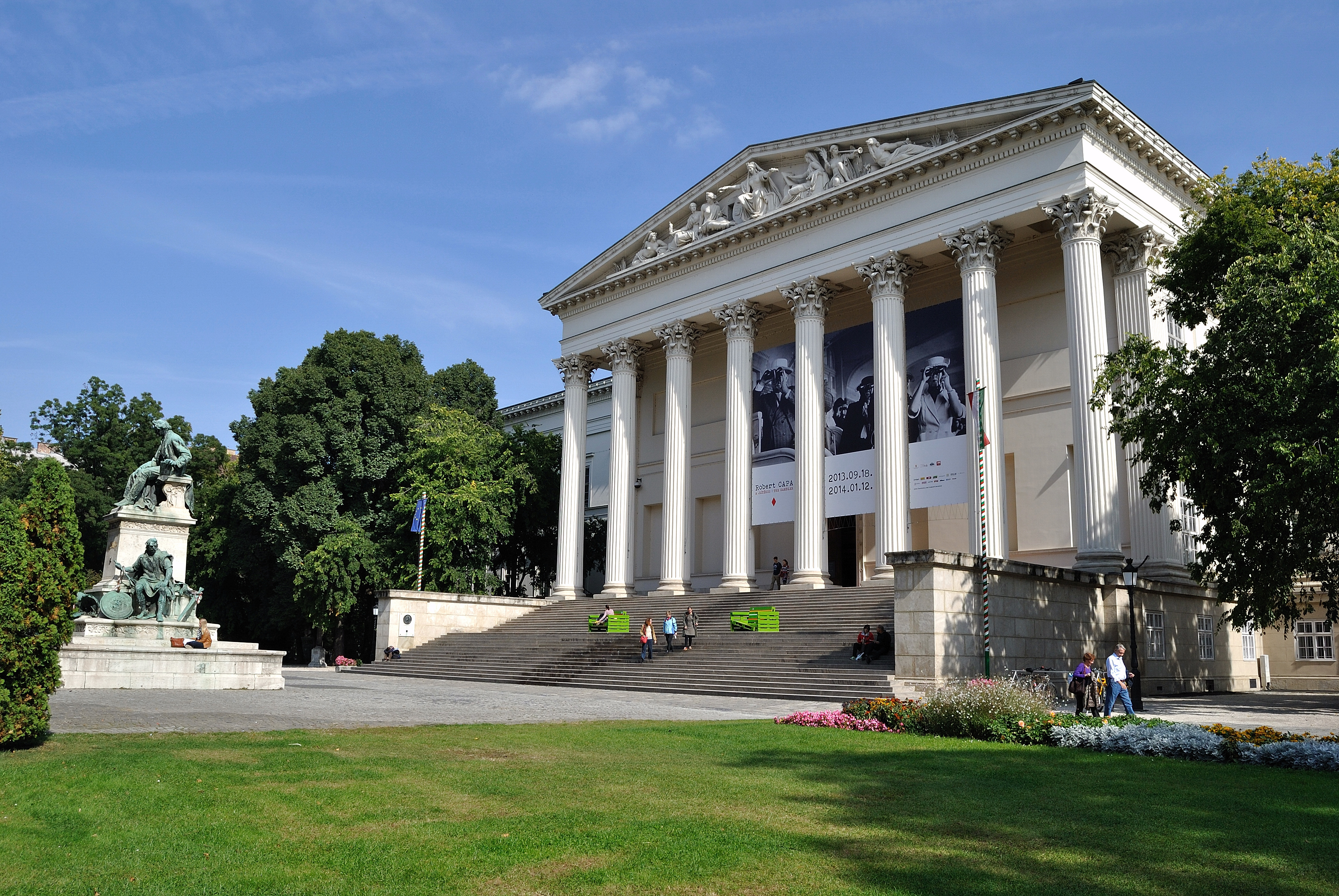
Ungarisches Nationalmuseum
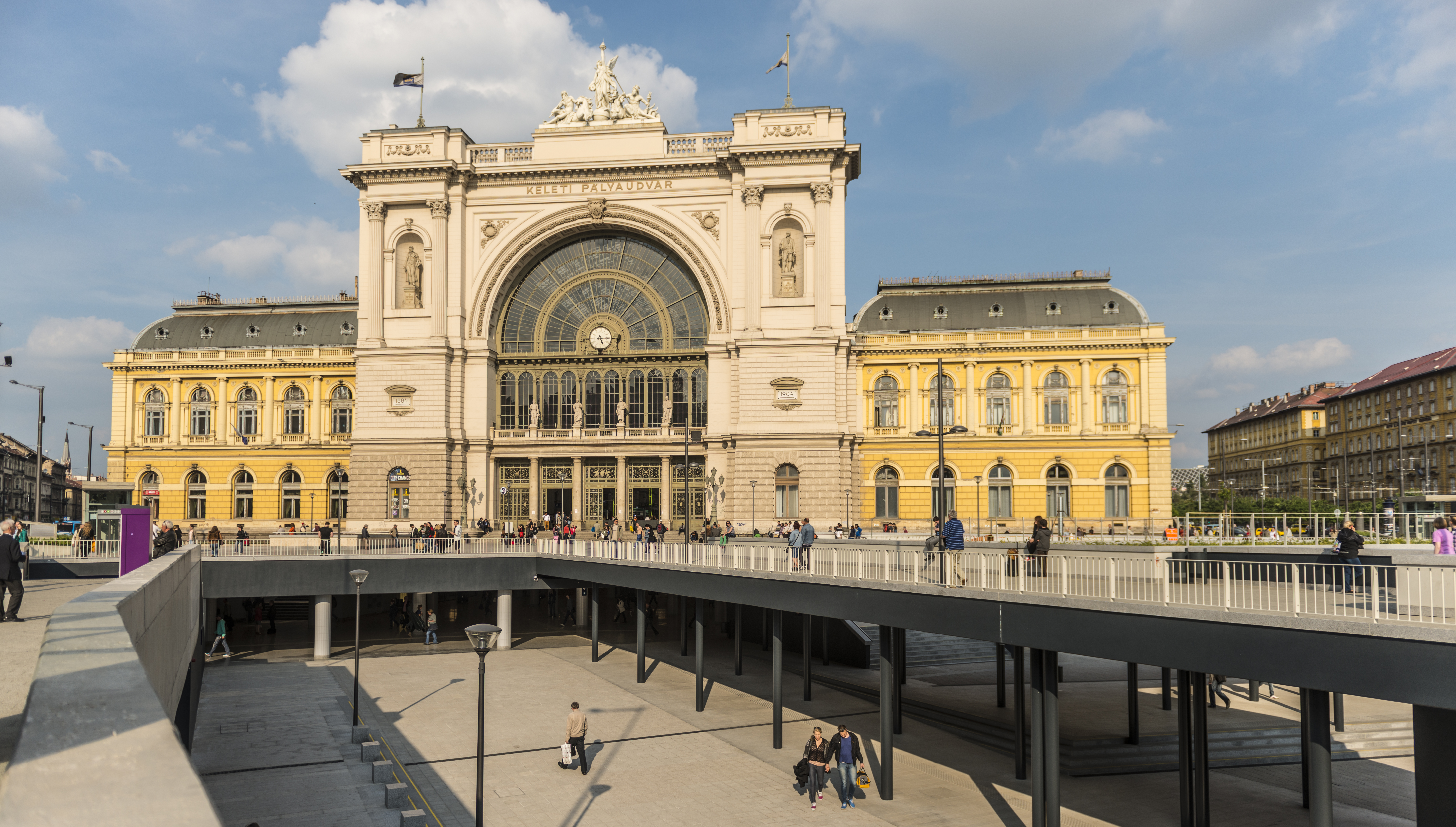
Keleti pályaudvar (Ostbahnhof)
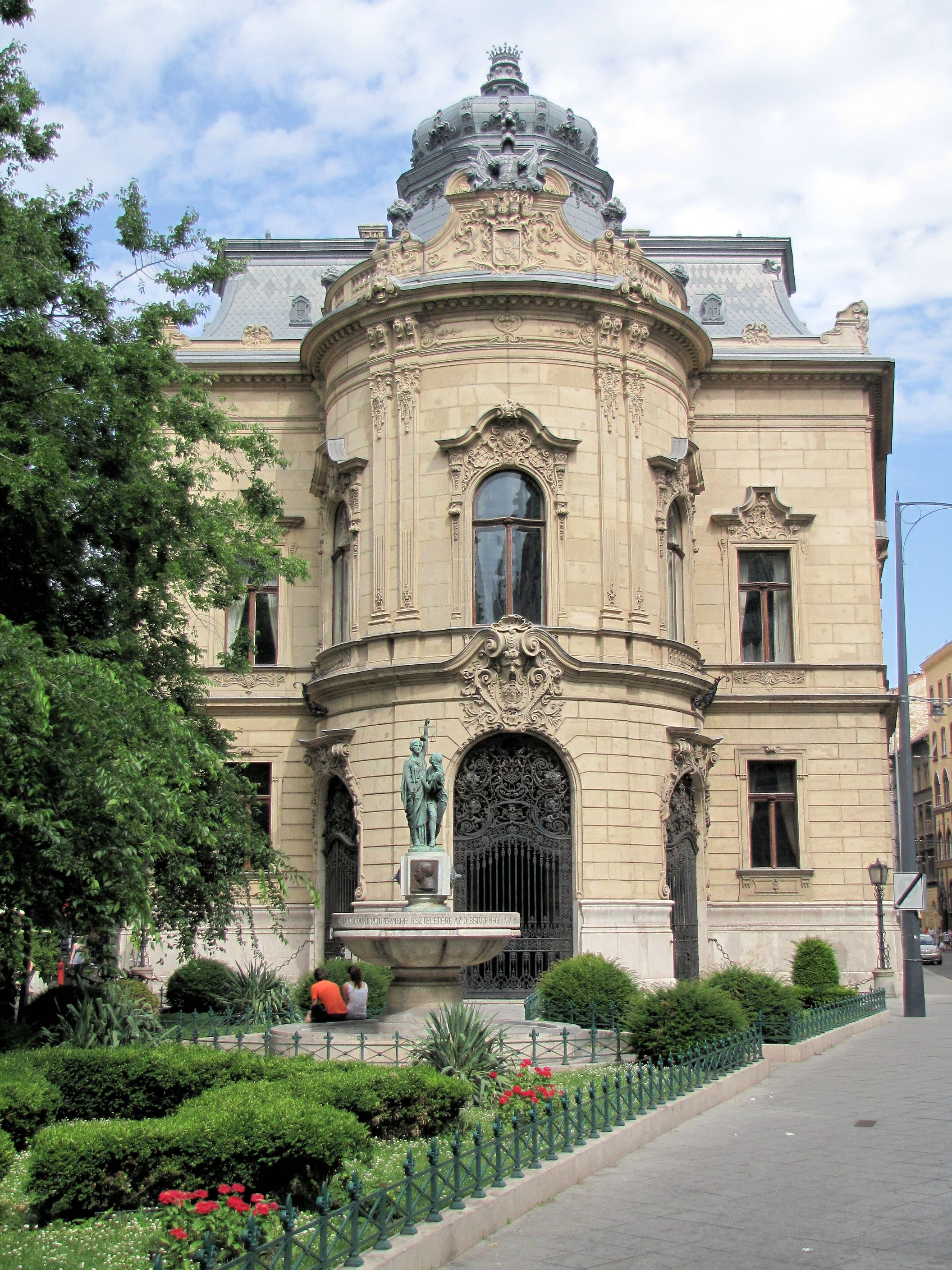
Palais Wenckheim
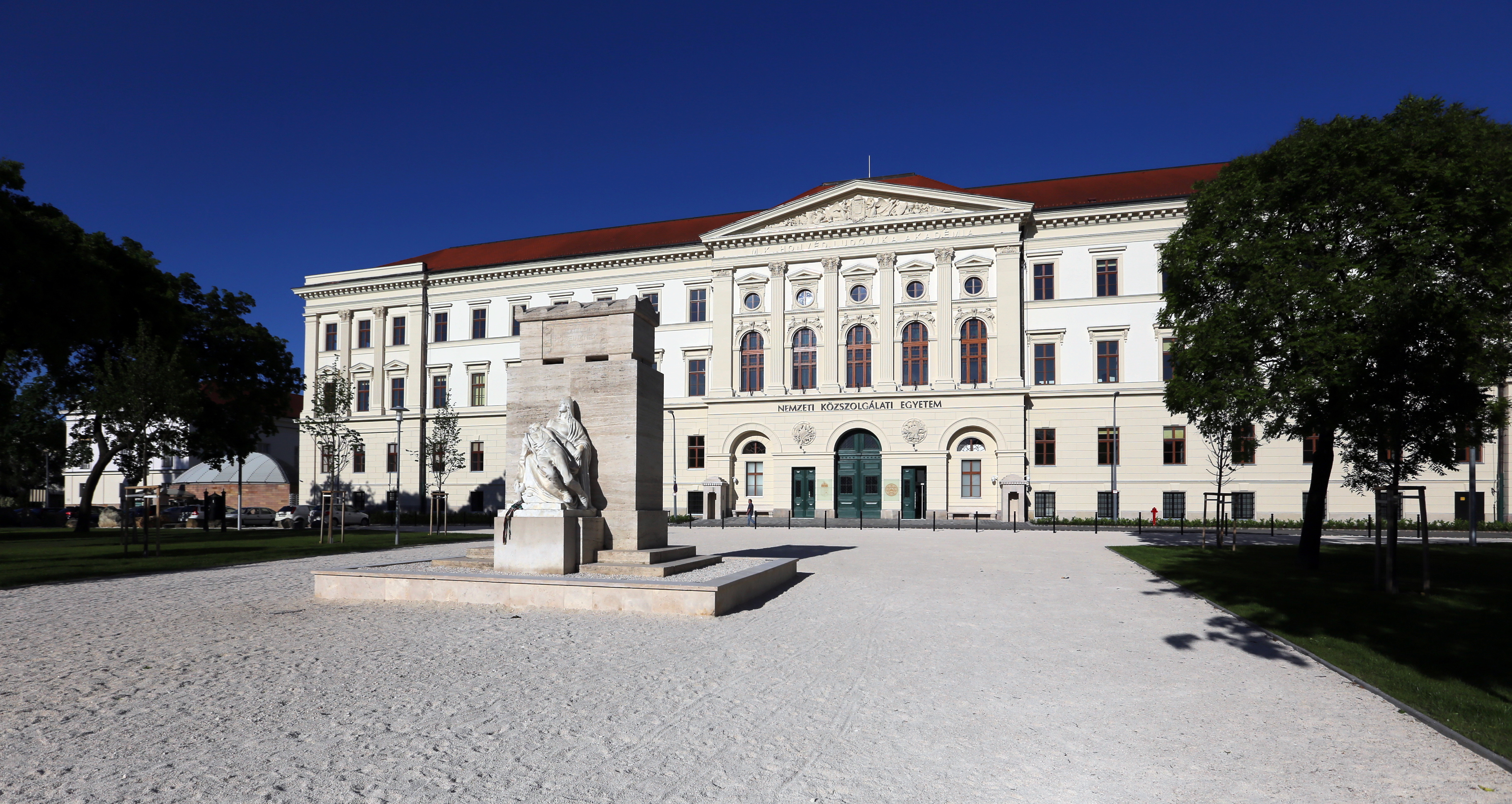
Universität des Öffentlichen Dienstes
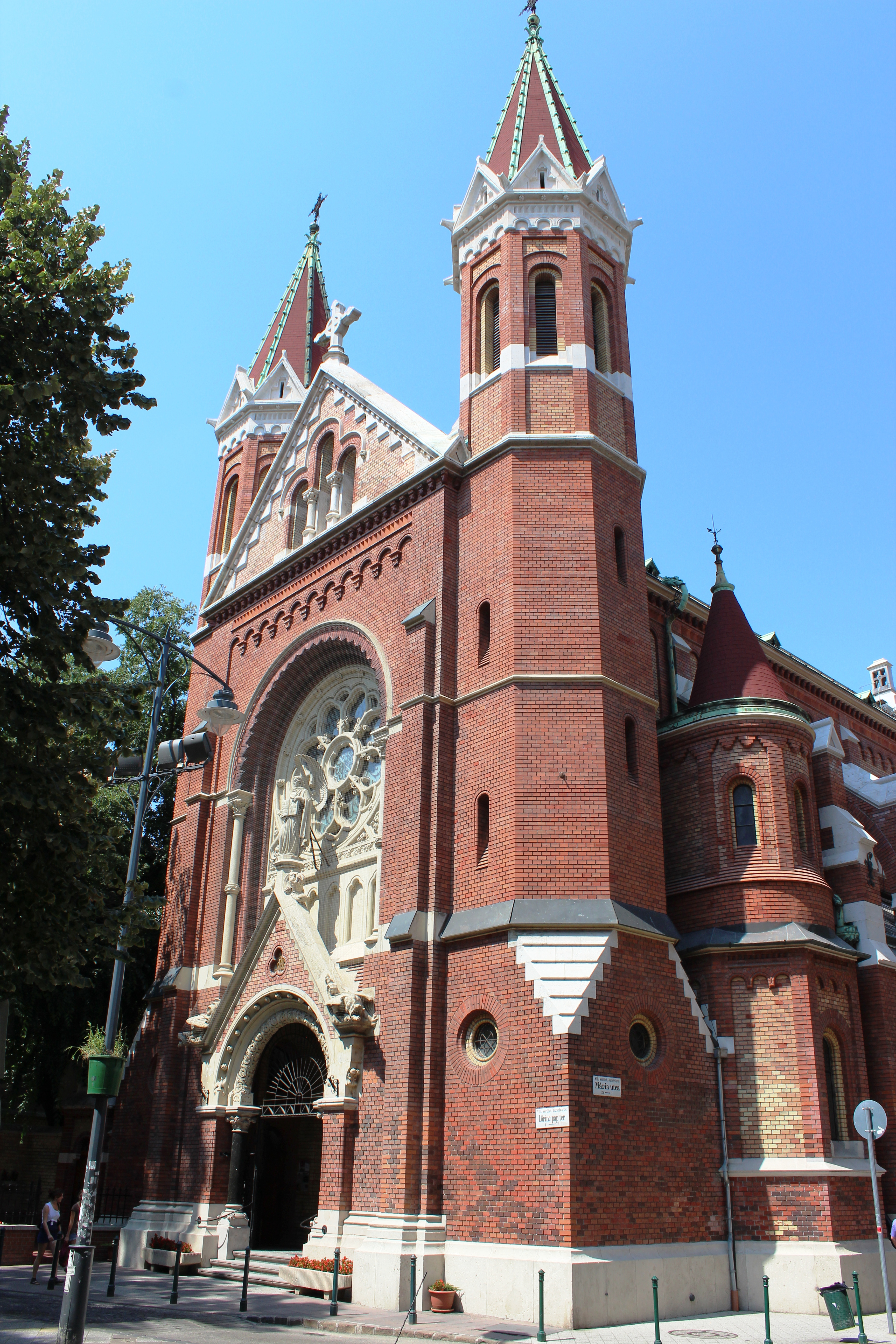
Herz-Jesu-Kirche